# Cangkrep Kidul
Cangkrep Kidul is een bestuurslaag in het regentschap Purworejo van de provincie Midden-Java, Indonesië. Cangkrep Kidul telt 2879 inwoners (volkstelling 2010).